# 彭明敏
彭 明敏（ほう めいびん、1923年8月15日 - 2022年4月8日）は、台湾の国際法学者。総統府資政（上級顧問）。元台湾大学教授・政治学系主任。台湾独立運動の代表人物で、李登輝と総統選を争ったこともある。

## 経歴・人物
台中市大甲で高雄市鳳山区客家の家系に生まれる。建成小学校、高雄中学、関西学院、第三高等学校を経て、東京帝国大学法学部入学。第三高校でフランスの自由思想を学び、またフランス文学に興味を持ち、東大では政治学を専攻した。
東京帝国大学在学中に日本政府に徴兵され、長崎に向かう途中の船上で米軍の爆撃を受け左腕を失った。長崎到着後は兄宅で療養していたが、原爆投下に遭った。終戦後、台湾に戻り、1948年に台湾大学政治系を卒業した。その間、彼の父は高雄市で228事件処理委員会の一人として中国国民党軍と面会したが捕らえられ、他の委員が惨殺された中、彼の父のみ釈放されたという。台湾大学卒業後、第一銀行に勤務したものの、すぐ大学に戻り助手となる。その後、カナダ・マギル大学で修士号、フランス・パリ大学で法学博士号を取得した。
1964年、台湾大学の院生・謝聡敏と中央研究院の助手・魏廷朝とともに「台湾自救運動宣言」を発表し、8年の実刑判決を受けたが、アムネスティ・インターナショナルが彼の釈放を要求したため、総統の蔣介石も彼を釈放した。1970年にスウェーデンへ脱出し、その後スウェーデンからアメリカへ20年余りの亡命生活を送る中で台湾独立運動に参加した。1990年の国是会議に招聘されたが、指名手配が解除されなかった上に同会議に法的な権限がないため参加しなかった。
1992年に指名手配が解除されたため、台湾に帰国。1995年に辜寛敏らの推薦で民主進歩党（民進党）に入党し、初の直接選挙となった1996年総統選に総統候補として立候補したが、現職の李登輝に敗れ、次点で落選した。同年、民進党を離党し、建国会を結成した。2000年5月、陳水扁総統により総統府資政（上級顧問）に任命された。
2011年11月には、2012年総統選・立法委員選挙（2012年1月14日同日選挙）の無事進行などを実現するための国際委員監視団「台湾公正選挙国際委員会（ICFET）」を設立し、主席に就任した。

## 文献
- 黄昭堂との共著『台湾の法的地位』（東京大学出版会、1976年）[2]
- 著書『自由台湾への道　新時代の旗手・彭明敏自伝』鈴木武生・桃井健司訳（社会思想社、1996年）
- 近藤伸二『彭明敏　蒋介石と闘った台湾人』（白水社、2021年）